# Porządek prawny
Porządek prawny – wyznaczony przez obowiązujące normy prawne (system prawa) układ organów i instytucji oraz procedur dotyczących rozstrzygania określonych spraw wpływający na zachowania podmiotów prawa względem siebie. Cechuje go wysoki stopień sformalizowania, wynikający z dużej złożoności i szczegółowości regulacji dotyczących budowy struktur organizacyjnych państwa oraz praw i obowiązków podmiotów prawa.